# ウズベキスタン共和国最高裁判所
ウズベキスタン共和国最高裁判所 (ウズベキスタンきょうわこくさいこうさいばんしょ、ウズベク語: Oʻzbekiston Respublikasi Oliy sudi / Ўзбекистон Республикаси Олий суди、ロシア語: Верховный суд Республики Узбекистан、通称：ウズベキスタン最高裁判所) は民法、刑法、行政法などの司法権を担当するウズベキスタンの最高機関である。

## 概要
ウズベキスタン最高裁判所は国内の司法裁判所の最高機関であり下級裁判所の監督を行う機関であると同時に、カラカルパクスタン共和国最高裁判所の司法権行使を統括、監督する権利も有している。
ウズベキスタンの裁判所は憲法裁判所、通常裁判所（民事、刑事訴訟、行政事件を担当）、経済裁判所の3つに分かれており、ウズベキスタン共和国最高裁判所はこの内通常の裁判を担当する。経済事件などに関してはこの裁判所ではなく、ウズベキスタン共和国最高経済裁判所が担当する。